# Tana Kaleya
Tana Kaleya (wł. Rosemarie Gertrud Kaleja) (ur. 26 lutego 1939 we Wrocławiu, zm. 9 grudnia 2015 w Carcassonne) – polska i francuska reżyserka, scenarzystka i fotografka znana z aktów przedstawiających postaci ze świata sztuki lat 70. i 80. XX wieku.

## Życiorys
Urodziła się 26 lutego 1939 roku we Wrocławiu. Po wybuchu II wojny światowej została umieszczona w żeńskim klasztorze. Po zakończeniu wojny, gdy nie można było odnaleźć jej rodziców, została wysłana do wuja w Wiedniu.
Pracowała jako księgarz w Berlinie i próbowała swoich sił jako modelka w Monachium. W Monachium pracowała również dla pisarza Ivara Lissnera, zajmowała się dziennikarstwem i komiksami dla dzieci. Następnie przeprowadziła się do Paryża i zaczęła pisać powieść. Po nabyciu aparatu fotograficznego zdecydowała się zostać fotografem i szybko rozwinęła swój talent. Zajmowała się też malarstwem wraz ze swoją przyjaciółką, argentyńską malarką surrealistyczną Leonorą Fini.
Zaczęła tworzyć męskie akty. Metoda pracy Tany Kaleyi polegała na spędzaniu z modelem nawet wielu dni. Jej zdjęcia zaczęły pojawiać się w czasopismach, np. we francuskim „Zoom” czy amerykańskiej „Vivie”. W 1975 roku opublikowała monografię fotograficzną Hommes, w której umieściła fotografie m.in. Frédérica Mitterranda, tancerza Rudolfa Nuriejewa, aktora Terence’a Stampa. Leonor Fini stworzyła na okładkę albumu portret autorki.
Po sukcesie monografii postanowiła wyjechać do Indii, by spotkać się ze znanym guru Bhagwanem Shree Rajneeshem, znamym powszechnie jako Osho. Przyjęła imię Ma Deva Tanmayo i pracowała nad książką o nim.
W 1983 roku, po powrocie z Indii, napisała scenariusz i wyreżyserowała film erotyczny Femmes z Helmutem Bergerem i Alexandrą Stewart. Film początkowo nie odniósł komercyjnego sukcesu, lecz z czasem zaczął pojawiać się na festiwalach filmowych.
W 1988 roku, wspólnie z Leonorą Fini, wydała album Chats d’ateliers ze zdjęciami kotów, którego sukces pozwolił jej na osiedlenie się na południu Francji.
W 2005 roku doznała udaru, który prawie pozbawił ją głosu. Drugi udar, w 2015 roku, zakończył się śmiercią.
Jej prace znajdują się w kolekcjach m.in. Rijksmuseum czy Museum of Fine Arts, Houston.